# Can Bach (Prats de Lluçanès)
Can Bach és una obra de Prats de Lluçanès (Osona) inclosa a l'Inventari del Patrimoni Arquitectònic de Catalunya.

## Descripció
L'immoble consta de soterrani, planta baixa, pis i golfes. La coberta és de teula àrab a quatre vessants amb ràfec. La part central de l'edifici sobresurt respecte de la resta de la construcció. Els murs de càrrega són de maçoneria de pedra amb carreus ben tallats a les cantonades. La major part de les obertures estan emmarcades amb pedra.
A la façana principal, orientada a nord, trobem adossat un porxo amb quatre pilars de pedra picada que sostenen una teulada a un sol vessant que sobresurt cap a l'exterior. La part central de la façana principal presenta un tancament de vidre sustentat amb bigues de ferro. La porta principal és de forma rectangular feta de pedra treballada, amb dues finestres a banda i banda.
La façana sud present una estructura simètrica amb el volum de major alçada al centre i un petit pany de paret del volum més baix a cada costat. A cada lateral d'aquests dos panys de paret s'observa una finestra emmarcada amb pedra bisellada a la planta baixa i una altra, de menors dimensions, al primer pis. A la part central observem, pel que fa al soterrani, dues grans obertures d'arc de mig punt emmarcades amb carreus treballats. A la planta baixa hi ha tres finestres emmarcades amb pedra bisellada, i al primer pis una galeria formada per tres arcs de mig punt emmarcats amb maó i sustentats per quatre columnes de pedra bisellada.

## Història
La família Bach va construir l'edifici a principis dels anys 20 del segle xx, l'arquitecte va ser Duran i Reynals. Anys més tard, l'ajuntament de Prats de Lluçanès va adquirir el immoble.